# Identificación (psicología)
La identificación (de la raíz identi-, ‘identidad’) es, en psicología, la conducta, las habilidades, las creencias y la historia del individuo en una imagen consistente de sí mismo(a). La identidad es una búsqueda de toda la vida, la cual se enfoca durante la adolescencia y puede repetirse durante la edad adulta. Erik Erikson subrayó el hecho de que este esfuerzo por encontrar un sentido de sí mismo y del mundo es un proceso sano y vital que contribuye a la fuerza del ego del adulto. Los conflictos que involucran el proceso sirven para estimular el crecimiento y el desarrollo. Así, para alcanzar un buen nivel de autoestima se debe, antes que nada, descubrir la propia identidad.